# كلود كاهن
كلود كاهن (بالفرنسية: Claude Cahen)‏ ‏ (26 فبراير 1909 - 18 نوفمبر 1991 م)، هو مستشرق ماركسي فرنسي الجنسية متخصص في التاريخ الإسلامي في العصور الوسطى وبخاصة في البحث عن المصادر الإسلامية في فترة الحروب الصليبية.

## حياته
ولد في باريس لعائلة يهودية فرنسية. درس في مدرسة عليا للأساتذة ثم تردد على معهد اللغات والحضارات الشرقية بباريس ليحصل على درجة الدكتوراة عام 1940م. عمل مدرساً في جامعة ستراسبورغ من 1945م حتى 1959م ثم في جامعة السوربون. دعي للتدريس في جامعة ميشيغان عام 1967م. وفي عام 1973م رشح للعمل في أكاديمية النقوش والفنون الجميلة.
كان كاهن متزوجا ولديه ستة أبناء من بينهم المؤرخ ميشيل كاهن الذي كتب سيرة حياة والده. كان كلود كاهن عضوا في الحزب الشيوعي الفرنسي من 1930م حتى 1960م وبقي ناشطاً في الفكر الماركسي طوال حياته. وبالرغم من أصوله لم يدعم قيام الكيان الإسرائيلي.
لقب بعميد التاريخ الإسلامي الاجتماعي واعتبر من أكثر مؤرخي القرن تأثيراً،  وكأفضل المؤرخين في مجال الشرق الأوسط في القرن العشرين. ووصفه مارك كوهين كمؤرخ بارز

## أعماله
عام 1954م نشر «مدخل إلى الحروب الصليبية الأولى» في مجلة أكسفورد «الماضي والحاضر». ومن آثاره أعادة كتابة «المدخل إلى تاريخ الشرق الإسلامي» لسوفاجيه كما أسهم بمواد في «دائرة المعارف الإسلامية».
من أشهر مؤلفاته الكتاب المرجعي والفهرسي مقدمة لتاريخ العالم الإسلامي في القرون الوسطى بين القرنين السابع والخامس عشر الميلايين (بالفرنسية: Introduction à l'histoire du monde musulman médiéval VIIe–XV siècle) حيث يتتبع جميع المراجع التي كتبها المستشرقون عن العرب والمسلمين في اللغات الفرنسية والإنجليزية والألمانية وغيرها. ويورد لوائح شاملة بكل الوثائق الأثرية والنقوش والمصكوكات المتعلقة بتاريخ العرب والمسلمين. ويشرح كيفية العمل في هذا الميدان وأدواته.